# Perenethis
Perenethis là một chi nhện trong họ Pisauridae.